# Buthraupis wetmorei
Buthraupis wetmorei е вид птица от семейство Тангарови (Thraupidae). Видът е световно застрашен, със статут Уязвим.

## Разпространение
Видът е разпространен в Еквадор, Колумбия и Перу.